# 二磷
二磷是一种无机化合物，化学式P
2。磷之上的氮會形成有氮氮三键的N2分子，而磷傾向於形成P4，因为P-Pπ键的能量很高。二磷的结构类似氮气，但反应性很高，键解离能为（117 kcal/mol或490kJ/mol）氮气的一半。二磷的键长为1.8934 Å。

## 制备
将白磷加热至1100 °K（827 °C）可取得二磷。然而，通过一些过渡金属配合物（例如基于钨和铌的配合物），在正常条件下的均相溶液中生成二磷的方面已经取得了一些进展。离解P4分子中的键的方法也被提出过，比如光激发。